# Прековић
Прековић је српско презиме. Познати људи са овим презименом су:
- Милан Прековић (1973), бивши кошаркаш
- Милоје Прековић (1991), фудбалер